# Satyrus haslundi
Satyrus haslundi is een vlinder uit de onderfamilie Satyrinae van de familie Nymphalidae. De wetenschappelijke naam van de soort is voor het eerst geldig gepubliceerd in 1951 door Andrej Avinoff & Walter Sweadner.